# 夏斯利韋 (布羅瓦雷區)
50°29′26″N 31°51′19″E / 50.49056°N 31.85528°E

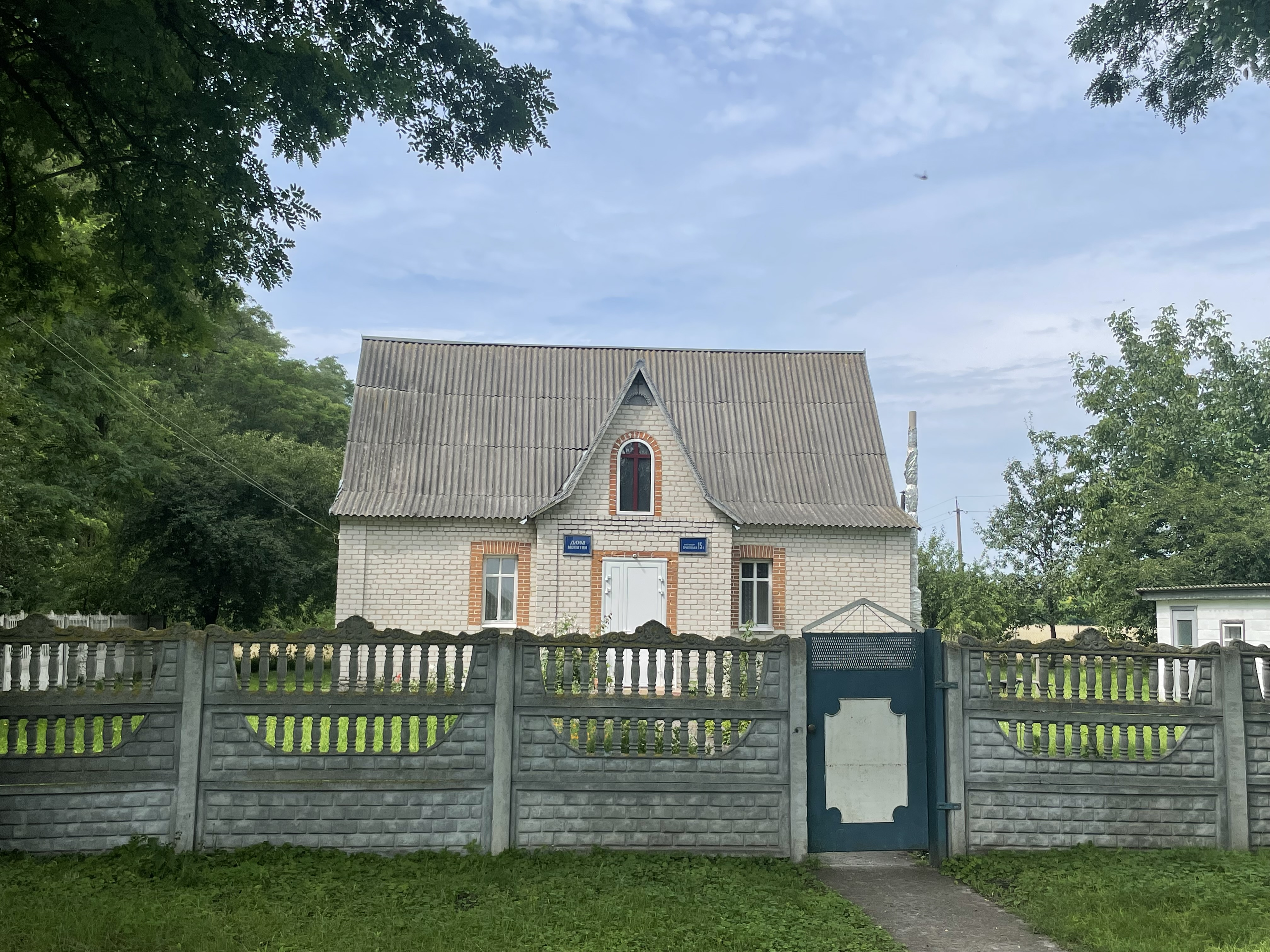
祈祷屋

夏斯利韋（烏克蘭語：Щасливе），2016年之前名为列宁内（烏克蘭語：Леніне），是位於烏克蘭北部的村莊，由基辅州布羅瓦雷區的茲胡里夫卡市鎮負責管轄。該村始建於1924年，面積1.2平方公里，海拔高度132米，2001年人口357，人口密度每平方公里298.4人。